# 弗拉特斯一世
弗拉特斯一世 （安息語：𐭐𐭓𐭇𐭕），是前170/168年到前165/164年間的安息帝國君主，他征服阿勒布爾茲山脈一帶地區並降伏該地的馬爾狄人，重新從塞琉古帝國手中奪回希爾卡尼亞。他逝世在前165/164年間，由他的弟弟兼繼承人米特里達梯一世繼承王位。

## 名諱
「弗拉特斯」（Φραάτης） 是希臘文轉寫自安息語的（Frahāt），它本身名源是古伊朗語的「*Frahāta-」，意味著「得到」、「贏取」之意，現代波斯語中演進為「法哈德」（‎）。

## 背景
弗拉特斯一世是安息國王弗里阿帕提烏斯的長子，而弗里阿帕提烏斯是阿爾沙克二世的侄子。弗里阿帕提烏斯有四個兒子，分別為弗拉特斯一世、米特里達梯一世、巴卡西與阿爾達班一世。從尼薩考古遺跡出土的刻文證據顯示，似乎在弗里阿帕提烏斯於前170年逝世後有一位阿爾沙克四世短暫統治了兩年，後來才是弗拉特斯一世的統治。然而歷史學者馬雷克·揚·奧爾布里希特駁斥這點，並認為這是「完全臆測」。自從前208年阿爾沙克二世被塞琉古帝國擊敗後，安息被迫淪為屬國，但從前180年代開始塞琉古帝國開始衰弱，安息王國開始重新獲得之前失去的大部分主權。

## 統治
在弗拉特斯一世成為安息國王後，在前165年開始弗拉特斯一世對希爾卡尼亞西南方邊境與米底亞東部交界的阿勒布爾茲山脈馬爾狄人發動強力征討，由於該地戰略地理位置讓馬爾狄人可以威脅到希爾卡尼亞、帕提亞西部到伊朗高原西部的商貿路線，也是如此安息的攻勢可能是要確保希爾卡尼亞的控制，並致力在伊朗高原核心的區域擴張。安息的主要目標是征服米底亞地區，為此弗拉特斯一世向米底亞的拉格斯地區發動攻勢並大獲成功，成攻奪取裏海門和城市查拉克斯，該城市靠近米底的大城市拉格斯。弗拉特斯一世進一步鞏固從塞琉古帝國手中奪回的希爾卡尼亞地區，讓一群馬爾狄人遷移到查拉克斯為他屏護裏海門，也把安息帝國境內的塔普里人遷徙到裏海希爾卡尼亞沿岸，歷史上這塊地區後來改名為塔巴里斯坦。弗拉特斯一世的征服行動為後世他的安息繼承者擴大疆土鋪好了道路。
弗拉特斯的西征打破了多年安息與塞琉古帝國的安穩局勢，在這個時期塞琉古帝國忙著平定猶地亞的馬加比起義，弗拉特斯特意在這個時間點發動軍事行動，讓塞琉古王朝措手不及無法迅速回應。塞琉古國王安條克四世決定先把猶地亞的動亂至之於後，發動大軍東征來解決帝國東部不穩定情勢，尤其是來應對安息的侵略。然而前164年安條克四世在進軍途中於伊斯法罕附近去世，可能是病逝。年僅9歲的安條克五世繼承父親安條克四世的王位，國內不僅陷入王朝內戰和猶太人叛亂以外，還要應付托勒密埃及和羅馬共和國的干涉，更是無法專心應對安息的侵略。
弗拉特斯一世其中一項很有名的事跡，就是他指定自己的弟弟米特里達梯一世為王位繼承人。在中亞遊牧民族的習俗中統治者採用「兄終弟及」來替代「父死子繼」的制度相當常見，可能是安息王室起源遊牧民族，這習俗措施還存在王室之中。二世紀的古羅馬歷史學家查士丁提到弗拉特斯一世指定米特里達梯為王位的繼承人，然而現代學者馬雷克·揚·歐布萊希（Marek Jan Olbrycht）卻認為是其父弗里阿帕提烏斯指定的，並認為弗拉特斯一世因為在位時間很短，他並未幫自己兒子去改動這個繼位順序，此外查士丁還提到弗拉特斯一世重視國家穩定的重要性遠高於對自己兒子的繼承重視，學者歐布萊希認為這是弗拉特斯一世尊重自己父親當時的繼承決議。弗拉特斯一世在前165年或前164年去世，王位由弟弟米特里達梯一世繼承。

## 鑄幣
弗拉特斯一世的錢幣樣式與前幾任安息國王樣式相似，正面是統治者頭像，無蓄鬍且頭戴基巴夏軟帽，該帽在阿契美尼德王朝時期總督們經常頭戴。錢幣背面是坐姿弓手，他身著伊朗騎手的服裝。

## 家族
| 藍色 |

| 黃色 |

| 綠色 |

|                           |                           |                           |                           | 弗里阿帕提斯 （）         |                           |  |  |                                         |                                         |                                         |                                         |                                         |                                         |  |  |                                   |                                   |                                   |                                   |                                   |                                   |  |  |  |  |  |  |  |  |  |  |  |  |  |  |  |  |  |  |
|                           |                           |                           |                           |                           |                           |  |  |                                         |                                         |                                         |                                         |                                         |                                         |  |  |                                   |                                   |                                   |                                   |                                   |                                   |  |  |  |  |  |  |  |  |  |  |  |  |  |  |  |  |  |  |
|                           |                           |                           |                           |                           |                           |  |  |                                         |                                         |                                         |                                         |                                         |                                         |  |  |                                   |                                   |                                   |                                   |                                   |                                   |  |  |  |  |  |  |  |  |  |  |  |  |  |  |  |  |  |  |
| 安息帝國國王 阿尔沙克一世 | 安息帝國國王 阿尔沙克一世 | 安息帝國國王 阿尔沙克一世 | 安息帝國國王 阿尔沙克一世 | 安息帝國國王 阿尔沙克一世 | 安息帝國國王 阿尔沙克一世 |  |  | 不明                                    | 不明                                    | 不明                                    | 不明                                    | 不明                                    | 不明                                    |  |  |                                   |                                   |                                   |                                   |                                   |                                   |  |  |  |  |  |  |  |  |  |  |  |  |  |  |  |  |  |  |
| 安息帝國國王 阿尔沙克一世 | 安息帝國國王 阿尔沙克一世 | 安息帝國國王 阿尔沙克一世 | 安息帝國國王 阿尔沙克一世 | 安息帝國國王 阿尔沙克一世 | 安息帝國國王 阿尔沙克一世 |  |  | 不明                                    | 不明                                    | 不明                                    | 不明                                    | 不明                                    | 不明                                    |  |  |                                   |                                   |                                   |                                   |                                   |                                   |  |  |  |  |  |  |  |  |  |  |  |  |  |  |  |  |  |  |
| 安息帝國國王 阿爾沙克二世 | 安息帝國國王 阿爾沙克二世 | 安息帝國國王 阿爾沙克二世 | 安息帝國國王 阿爾沙克二世 | 安息帝國國王 阿爾沙克二世 | 安息帝國國王 阿爾沙克二世 |  |  | 不明                                    | 不明                                    | 不明                                    | 不明                                    | 不明                                    | 不明                                    |  |  |                                   |                                   |                                   |                                   |                                   |                                   |  |  |  |  |  |  |  |  |  |  |  |  |  |  |  |  |  |  |
| 安息帝國國王 阿爾沙克二世 | 安息帝國國王 阿爾沙克二世 | 安息帝國國王 阿爾沙克二世 | 安息帝國國王 阿爾沙克二世 | 安息帝國國王 阿爾沙克二世 | 安息帝國國王 阿爾沙克二世 |  |  | 不明                                    | 不明                                    | 不明                                    | 不明                                    | 不明                                    | 不明                                    |  |  |                                   |                                   |                                   |                                   |                                   |                                   |  |  |  |  |  |  |  |  |  |  |  |  |  |  |  |  |  |  |
|                           |                           |                           |                           |                           |                           |  |  | 安息帝國國王 弗里阿帕 提烏斯            |                                         |                                         |                                         |                                         |                                         |  |  |                                   |                                   |                                   |                                   |                                   |                                   |  |  |  |  |  |  |  |  |  |  |  |  |  |  |  |  |  |  |
|                           |                           |                           |                           |                           |                           |  |  |                                         |                                         |                                         |                                         |                                         |                                         |  |  |                                   |                                   |                                   |                                   |                                   |                                   |  |  |  |  |  |  |  |  |  |  |  |  |  |  |  |  |  |  |
|                           |                           |                           |                           |                           |                           |  |  |                                         |                                         |                                         |                                         |                                         |                                         |  |  |                                   |                                   |                                   |                                   |                                   |                                   |  |  |  |  |  |  |  |  |  |  |  |  |  |  |  |  |  |  |
| 安息帝國國王 弗拉特斯一世 | 安息帝國國王 弗拉特斯一世 | 安息帝國國王 弗拉特斯一世 | 安息帝國國王 弗拉特斯一世 | 安息帝國國王 弗拉特斯一世 | 安息帝國國王 弗拉特斯一世 |  |  | 安息帝國 王中之王 米特里達梯 一世       | 安息帝國 王中之王 米特里達梯 一世       | 安息帝國 王中之王 米特里達梯 一世       | 安息帝國 王中之王 米特里達梯 一世       | 安息帝國 王中之王 米特里達梯 一世       | 安息帝國 王中之王 米特里達梯 一世       |  |  | 安息帝國國王 阿爾達班一世         | 安息帝國國王 阿爾達班一世         | 安息帝國國王 阿爾達班一世         | 安息帝國國王 阿爾達班一世         | 安息帝國國王 阿爾達班一世         | 安息帝國國王 阿爾達班一世         |  |  |  |  |  |  |  |  |  |  |  |  |  |  |  |  |  |  |
| 安息帝國國王 弗拉特斯一世 | 安息帝國國王 弗拉特斯一世 | 安息帝國國王 弗拉特斯一世 | 安息帝國國王 弗拉特斯一世 | 安息帝國國王 弗拉特斯一世 | 安息帝國國王 弗拉特斯一世 |  |  | 安息帝國 王中之王 米特里達梯 一世       | 安息帝國 王中之王 米特里達梯 一世       | 安息帝國 王中之王 米特里達梯 一世       | 安息帝國 王中之王 米特里達梯 一世       | 安息帝國 王中之王 米特里達梯 一世       | 安息帝國 王中之王 米特里達梯 一世       |  |  | 安息帝國國王 阿爾達班一世         | 安息帝國國王 阿爾達班一世         | 安息帝國國王 阿爾達班一世         | 安息帝國國王 阿爾達班一世         | 安息帝國國王 阿爾達班一世         | 安息帝國國王 阿爾達班一世         |  |  |  |  |  |  |  |  |  |  |  |  |  |  |  |  |  |  |
|                           |                           |                           |                           |                           |                           |  |  |                                         |                                         |                                         |                                         |                                         |                                         |  |  |                                   |                                   |                                   |                                   |                                   |                                   |  |  |  |  |  |  |  |  |  |  |  |  |  |  |  |  |  |  |
| 安息帝國公主 羅多古娜     | 安息帝國公主 羅多古娜     | 安息帝國公主 羅多古娜     | 安息帝國公主 羅多古娜     | 安息帝國公主 羅多古娜     | 安息帝國公主 羅多古娜     |  |  | 安息帝國國王 弗拉特斯二世               | 安息帝國國王 弗拉特斯二世               | 安息帝國國王 弗拉特斯二世               | 安息帝國國王 弗拉特斯二世               | 安息帝國國王 弗拉特斯二世               | 安息帝國國王 弗拉特斯二世               |  |  | 安息帝國 王中之王 米特里達梯 二世 | 安息帝國 王中之王 米特里達梯 二世 | 安息帝國 王中之王 米特里達梯 二世 | 安息帝國 王中之王 米特里達梯 二世 | 安息帝國 王中之王 米特里達梯 二世 | 安息帝國 王中之王 米特里達梯 二世 |  |  |  |  |  |  |  |  |  |  |  |  |  |  |  |  |  |  |
| 安息帝國公主 羅多古娜     | 安息帝國公主 羅多古娜     | 安息帝國公主 羅多古娜     | 安息帝國公主 羅多古娜     | 安息帝國公主 羅多古娜     | 安息帝國公主 羅多古娜     |  |  | 安息帝國國王 弗拉特斯二世               | 安息帝國國王 弗拉特斯二世               | 安息帝國國王 弗拉特斯二世               | 安息帝國國王 弗拉特斯二世               | 安息帝國國王 弗拉特斯二世               | 安息帝國國王 弗拉特斯二世               |  |  | 安息帝國 王中之王 米特里達梯 二世 | 安息帝國 王中之王 米特里達梯 二世 | 安息帝國 王中之王 米特里達梯 二世 | 安息帝國 王中之王 米特里達梯 二世 | 安息帝國 王中之王 米特里達梯 二世 | 安息帝國 王中之王 米特里達梯 二世 |  |  |  |  |  |  |  |  |  |  |  |  |  |  |  |  |  |  |
|                           |                           |                           |                           |                           |                           |  |  |                                         |                                         |                                         |                                         |                                         |                                         |  |  |                                   |                                   |                                   |                                   |                                   |                                   |  |  |  |  |  |  |  |  |  |  |  |  |  |  |  |  |  |  |
|                           |                           |                           |                           |                           |                           |  |  | 安息帝國國王 （爭位者） 米特里達梯 三世 | 安息帝國國王 （爭位者） 米特里達梯 三世 | 安息帝國國王 （爭位者） 米特里達梯 三世 | 安息帝國國王 （爭位者） 米特里達梯 三世 | 安息帝國國王 （爭位者） 米特里達梯 三世 | 安息帝國國王 （爭位者） 米特里達梯 三世 |  |  | 安息帝國國王 戈達斯一世           | 安息帝國國王 戈達斯一世           | 安息帝國國王 戈達斯一世           | 安息帝國國王 戈達斯一世           | 安息帝國國王 戈達斯一世           | 安息帝國國王 戈達斯一世           |  |  |  |  |  |  |  |  |  |  |  |  |  |  |  |  |  |  |
|                           |                           |                           |                           |                           |                           |  |  | 安息帝國國王 （爭位者） 米特里達梯 三世 | 安息帝國國王 （爭位者） 米特里達梯 三世 | 安息帝國國王 （爭位者） 米特里達梯 三世 | 安息帝國國王 （爭位者） 米特里達梯 三世 | 安息帝國國王 （爭位者） 米特里達梯 三世 | 安息帝國國王 （爭位者） 米特里達梯 三世 |  |  | 安息帝國國王 戈達斯一世           | 安息帝國國王 戈達斯一世           | 安息帝國國王 戈達斯一世           | 安息帝國國王 戈達斯一世           | 安息帝國國王 戈達斯一世           | 安息帝國國王 戈達斯一世           |  |  |  |  |  |  |  |  |  |  |  |  |  |  |  |  |  |  |
|                           |                           |                           |                           |                           |                           |  |  |                                         |                                         |                                         |                                         |                                         |                                         |  |  | 安息帝國國王 奧羅德斯一世         |                                   |                                   |                                   |                                   |                                   |  |  |  |  |  |  |  |  |  |  |  |  |  |  |  |  |  |  |

## 註腳
1. ↑  Kia 2016，第160頁.
2. ↑  Olbrycht 2021，第223頁.
3. 1 2  Overtoom 2020，第153頁.
4. ↑  Ellerbrock 2021，第28頁.
5. ↑  Olbrycht 2021，第223 （詳見註釋87）頁.
6. ↑  Overtoom 2020，第129頁.
7. ↑  Overtoom 2020，第146, 152頁.
8. 1 2 3 4  Olbrycht 2021，第224頁.
9. 1 2  Overtoom 2020，第160頁.
10. 1 2  Olbrycht 2021，第224–225頁.
11. 1 2  Brunner 1983，第766頁.
12. ↑  Minorsky, Bosworth & Vasmer 1991，第935頁.
13. ↑  Olbrycht 2021，第225頁.
14. ↑  Overtoom 2020，第159–160頁.
15. ↑  Overtoom 2020，第154頁.
16. ↑  Olbrycht 2021，第233頁.
17. ↑  Rezakhani 2013，第767, 769頁.
18. ↑  Strootman 2017，第187–188 （同時參見註釋50）頁.
19. ↑  Sinisi 2012，第280頁.
20. ↑  Curtis 2012，第68頁.